# Xylaria compuncta
Xylaria compuncta är en svampart som först beskrevs av Franz Wilhelm Junghuhn, och fick sitt nu gällande namn av Miles Joseph Berkeley. Xylaria compuncta ingår i släktet Xylaria och familjen kolkärnsvampar.   Inga underarter finns listade i Catalogue of Life.